# Paul E. Burns
Paul Edward Burns (Filadelfia, 26 gennaio 1881 – Van Nuys, 17 maggio 1967) è stato un attore statunitense.

## Filmografia parziale

### Cinema
- Jess il bandito (Jesse James), regia di Henry King (1933)
- La rosa di Washington (Rose of Washington Square), regia di Gregory Ratoff (1939)
- Mystery of Marie Roget, regia di Phil Rosen (1942)
- The Mummy's Tomb, regia di Harold Young (1942)
- Young Ideas, regia di Jules Dassin (1943)
- The Devil's Mask, regia di Henry Levin (1946)
- Gli invincibili (Unconquered), regia di Cecil B. DeMille (1947)
- La setta dei tre K (Storm Warning), regia di Stuart Heisler (1951)
- Il figlio di viso pallido (Son of Paleface), regia di Frank Tashlin (1952)

### Televisione
- Panico (Panic!) – serie TV, episodio 1x05 (1957)
- The Restless Gun – serie TV, episodio 1x01 (1957)
- L'uomo ombra (The Thin Man) – serie TV, episodio 1x07 (1957)
- Rescue 8 – serie TV, episodio 1x12 (1958)
- 26 Men – serie TV, episodi 1x37-1x39 (1958)
- Bourbon Street Beat – serie TV, episodio 1x18 (1960)
- Lock Up – serie TV, episodio 2x20 (1961)